# Sierra de la Valdancha
La Sierra de la Valdancha es un macizo montañoso de la Comunidad Valenciana. Se encuentra en el interior de la provincia de Castellón, en la comarca del Bajo Maestrazgo. 
La Valdancha se extiende a lo largo de 23 kilómetros desde el sur del municipio de San Mateo hasta el término municipal de Alcalá de Chivert, dejando el pueblo de Salsadella a su derecha. Es el punto de origen de la Rambla de Alcalá.
La vegetación es mediterránea y baja, a pesar de que a lo largo de la sierra pueden encontrarse pequeños pinares. El punto más elevado de la Valdancha es el Tosal de Encanes, con 716 metros de altura.

## Toponimia
El topónimo castellano "Valdancha" proviene de la adaptación fonológica de su equivalente en valenciano "Vall d'Àngel", cuya traducción es "Valle de Ángel". Su uso está documentado desde al menos los años 30 del S.XX  y se ha utilizado con regularidad desde entonces para referirse a este sistema montañoso .  

## Historia
La Ermita de Nuestra Señora de los Ángeles, construida en el S.XVII, se encuentra en el extremo norte de la sierra en la vertiente orientada hacia el pueblo de San Mateo. La Sierra de la Valdancha fue el escenario de operaciones militares durante las Guerras Carlistas, así como en el año 1938 durante la guerra civil española.